# Chief Minister
Ein Chief Minister (deutsch Chef- oder Hauptminister) ist ein übergeordneter Minister. Historisch war er in einem föderalen Staat der Regierungschef eines Bundesstaates oder einer Provinz, vor allem in Gebieten des ehemaligen britischen Empire oder in britischen Überseegebieten mit Selbstverwaltung.
Es ist auch die englischsprachige Bezeichnung für die Regierungschefs derjenigen Teilstaaten Malaysias, die keine Monarchie sind. Seit 2004 in der Isle of Man und Guernsey, seit 2005 Jersey besitzen auch die Kronbesitztümer einen Chief Minister. Chief Minister waren auch die Regierungschefs der ehemaligen südafrikanischen und südwestafrikanischen Homelands.
Seit 2018 hat Sierra Leone wieder einen Chief Minister auf nationaler Ebene, der Aufgaben vergleichbar einem Premierminister wahrnimmt.